# Ottomar Anton
Ottomar Carl Joseph Anton (* 15. Dezember 1895 in Hamburg; † 7. November 1976 in Hamburg) war ein deutscher Maler, Graphiker und Hochschullehrer. Er entwarf auflagenstarke Plakate für mehrere Reedereien, aber auch für die Waffen-SS.

## Leben

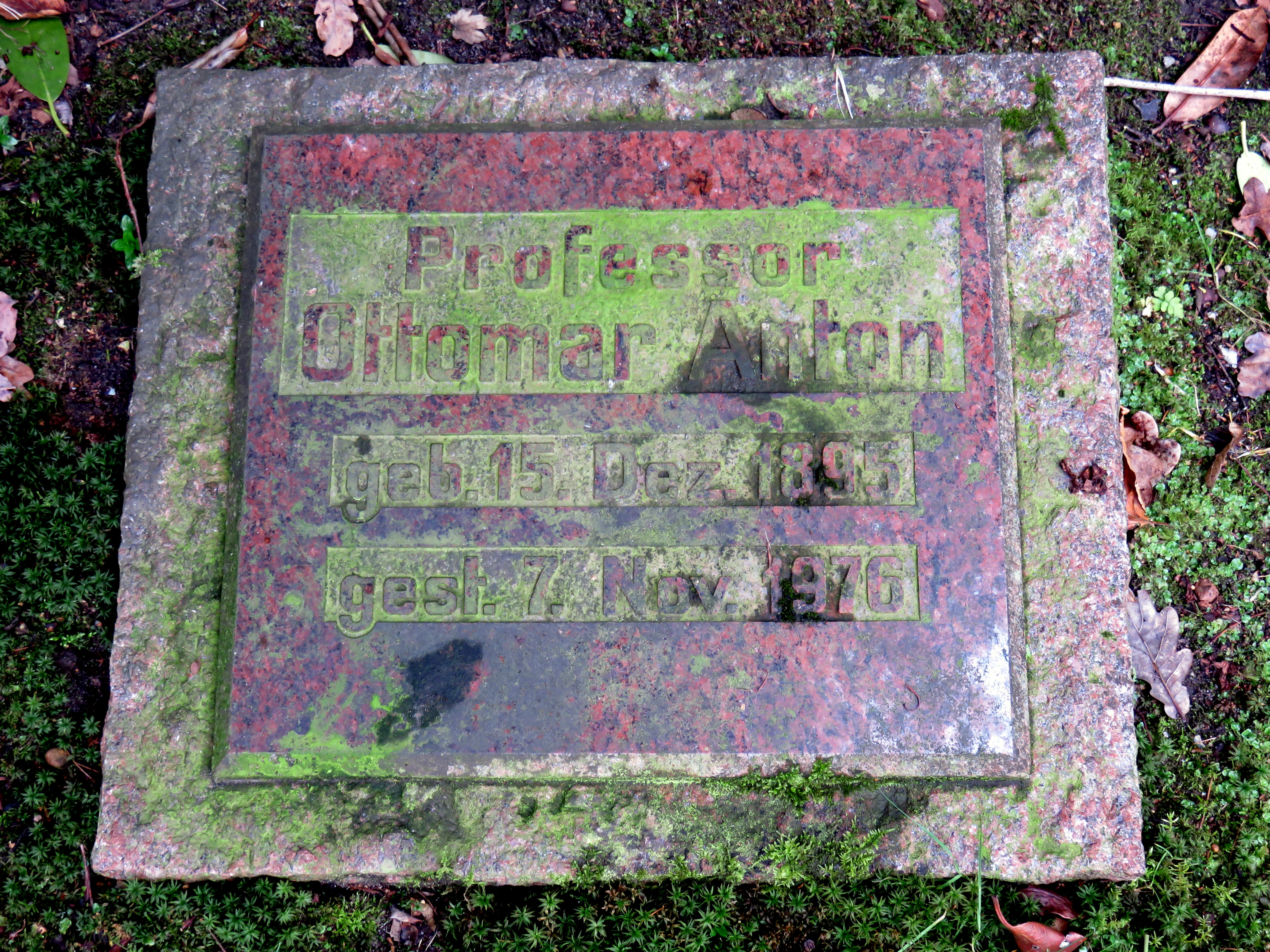
Kissenstein für Professor Ottomar Anton auf dem Friedhof Ohlsdorf

Der Sohn eines Kaufmanns besuchte das Realgymnasium sowie die Staatliche Kunstgewerbeschule, die heutige Hochschule für bildende Künste Hamburg. Später vervollständigte er seine Ausbildung durch Tätigkeit in der Plakatdruckanstalt Arno Kypke in Hamburg, wo er nach dem Ersten Weltkrieg Atelierleiter wurde. 1921 machte er sich als Grafiker selbständig. Er unternahm Studienreisen nach Skandinavien, Südeuropa und Nordafrika. Zum 1. Mai 1933 trat er in die NSDAP ein (Mitgliedsnummer 3.033.492) und wurde kurz darauf als Professor an die Nordischen Kunsthochschule in Bremen berufen, wo er bis Kriegsende lehrte. November 1936 wurde er Mitglied der SS und entwarf fortan zahlreiche Propaganda-Plakate für die SS und die Waffen-SS. Weitere Staatsaufträge übernahm er vom Reichsministerium für Volksaufklärung und Propaganda sowie von der Reichspost, die ihm die letzte Briefmarkenserie zum „Heldengedenktag“ 1944 übertrug. Für sein Werk wurde Anton in der NS-Zeit mehrfach ausgezeichnet.
Nach Kriegsende wurde Anton bis März 1946 interniert. Anschließend war er wieder erfolgreich als Werbegrafiker für zahlreiche Unternehmen tätig.
Sein Grab befindet sich auf dem Friedhof Ohlsdorf in Hamburg im Planquadrat L 5 gegenüber dem Friedhofsmuseum.

## Werke
Anton illustrierte auch Kinderbücher, so z. B. Schnurrige Märchen von Egon Hillgenberg im Jahr 1920.
Bekannt sind aber vor allem seine ab Mitte der 1920er Jahre entstandenen Werbegraphiken. Er schuf zahlreiche Plakate für verschiedene Reedereien, so z. B. die Cunard Line, Hamburg-Amerika-Linie, die Hamburg Süd, aber auch für die Deutsche Zeppelin-Reederei.
1936 entwarf er das offizielle Plakat für die Segelwettbewerbe der Olympischen Sommerspiele 1936 in Kiel sowie die Kieler Woche im gleichen Jahr. Viele seiner Werbeplakate aus dieser Phase enthalten die nach Art eines Logos gedruckte Signatur O Anton, teilweise darunter mit dem Zusatz Hamburg.
Während des Zweiten Weltkriegs erhielt Anton staatliche Aufträge, er zeichnete auch Werbematerial für die Waffen-SS. Bei den Ausstellungen Deutsche Künstler und die SS 1944 in Breslau und Salzburg konnte er ein  Bild mit Waffen-SS-Pionieren zeigen.
Zu seinen nach 1945 entstandenen Arbeiten gehört unter anderem das heutige Logo der Duftwassermarke 4711.